# Stazione di San Sostene
La stazione di San Sostene è stata una stazione ferroviaria a servizio dell'omonimo paese. Essa era posta sulla ferrovia Jonica e ha mantenuto tale posizione fino alla sua dismissione nel 2010.

## Storia
La stazione di San Sostene era situata tra le fermate di Soverato e Sant’Andrea dello Ionio, lungo la linea Taranto–Reggio Calabria, gestita da Rete Ferroviaria Italiana (RFI). Inserita nel percorso storico inaugurato nel 1866–1875, serviva il piccolo centro ionico omonimo.
Negli anni, la gestione RFI ha ridotto l’offerta infrastrutturale su larga scala, trasformando alcune stazioni in semplici fermate, disattivando deviatoi o sopprimendo alcuni scali. Proprio in questa ottica, il 12 dicembre 2010 la stazione venne soppressa, assieme ad altre come Pietrapaola e Saline Joniche OGR. 

## Ruolo nel traffico ferroviario
Prima della chiusura, la stazione era destinata esclusivamente al traffico regionale: non effettuava soste per treni a lunga percorrenza, serviva pendolari locali, e offriva pochissime infrastrutture (binario singolo, pensilina, piccola banchina). Non ospitava servizi aggiuntivi né era attrezzata per operazioni di incrocio.